# Скульптор (созвездие)
Ску́льптор (лат. Sculptor, Scl) — созвездие южного полушария неба. Занимает на небе площадь в 474,8 квадратного градуса, содержит 55 звёзд, видимых невооружённым глазом. В созвездии Скульптора лежит Южный полюс Галактики.

## Условия наблюдения
Полностью наблюдается в южных районах России, частично — в центральных. Полная видимость на широтах южнее +50°. Лучшие условия наблюдения — октябрь. Находится к югу от звезды Денеб Кайтос, к северу от α Феникса и к востоку от Фомальгаута.

## История
Новое созвездие. Введено в 1756 году Николой Луи де Лакайлем под названием «Мастерская Скульптора». Название латинизировано в 1763 году. В ряде источников упоминается как Ваятель. См. также Живописец.